# Antoni Jaume i Garau
Antoni Jaume i Garau (Llucmajor, cap a 1820 – Palma, 1885) va ser un metge mallorquí que tingué diversos càrrecs públics a la capital balear.
L'any 1844 va ser elegit rector del Col·legi de Nostra Senyora de la Sapiència de Palma, càrrec que abandonà a l'any següent per traslladar-se a Montpeller a doctorar-s'hi en medicina. Obtingut el títol el 1850, s'establí a Palma on, a més d'exercir la professió mèdica, va ser regidor de l'ajuntament (1858-1862, 1867, 1875-1877), vocal d'Instrucció Pública de les Illes (1864), metge substitut (1854-1864) i metge cirurgià de la Inclusa (1864), vocal de la Junta de Beneficència i Sanitat i responsable de diverses institucions (com l'Hospital de Colèrics de Sa Lonja) en l'època de l'epidèmia de còlera del 1865. L'any 1874 va ser elegit membre de la Reial Acadèmia de Medicina i Cirurgia de Palma. Morí el 1885, quan era president de la Societat Arqueològica Lul·liana.
El seu germà, Mateu Jaume i Garau, va ser bisbe de Menorca i de Mallorca.

## Obres
- Quelques considérations sur les rétrécissements du canal de l'urèthre [Tesi doctoral] Montpeller: Imprimerie de Ricard Frères, 1850
- Henri Hermite; Antoni Jaume, trad. 	Los pozos artesianos en Mallorca, rectificación á la obra de Mr. Alfonso Richard titulada "Los pozos artesianos en España" en la parte referente á Mallorca Palma: Tip. Pedro José Gelabert, 1879